# Riu Sagavanirktok
El riu Sagavanirktok és un riu de l'estat d'Alaska, als Estats Units, a la regió d'Alaska North Slope. S. J. Marsh recollí que els esquimals, a principis del segle xx, l'anomenaven "Sawanukto". Té el seu origen al vessant nord de la serralada Brooks, entre les muntanyes Endicott i les muntanyes Philip Smith, i dirigint-se cap al nord desemboca al mar de Beaufort, prop de Prudhoe Bay. L'oleoducte trans-alaska i l'autopista Dalton discorren gairebé paral·lels al riu des del coll Atigun fins a Deadhorse.

## Principals afluents
Els principals afluents del riu Sagavanirktok són:
- Ivishak. 145 km
  - Echooka. 119 km
- Ribdon. 80 km
- Atigun. 72 km